# Yılmaz Vural
Yılmaz Vural (* 1. Januar 1953 in Adapazarı) ist ein ehemaliger türkischer Fußballspieler und -trainer. Neben der Türkischen besitzt Vural auch die Deutsche Staatsangehörigkeit. Seit Mitte der 1980er Jahre lebt er sowohl in Deutschland als auch in der Türkei und pendelt zwischen beiden Ländern.
Vural ist durch seine 32 Trainerstationen zu einem Beispiel von einem Trainertyp geworden die sehr oft den Arbeitgeber wechseln und wird daher von der türkischen und teilweise internationalen Presse immer wieder bei vergleichbaren Fällen genannt.

## Spielerkarriere
Vural begann seine Fußballkarriere erst als Amateurspieler bei der Reservemannschaft Sakaryaspors. Bereits nach einem Jahr verließ er diese Mannschaft und spielte der Reihe nach bei den Amateurmannvereinen Sakarya Serdivan Gençlikspor, Sakarya Geyvespor und Bolu Çilimlispor.
Im Sommer 1974 wechselte er mit einem Profivertrag ausgestattet zum damaligen Zweitligisten Sivasspor. Bereits eine Spielzeit später verließ er diesen Verein wieder und wechselte in die 3. Liga zu Tekirdağspor. Bei diesem Verein wirkte Vural zwei Spielzeiten lang. In der Drittligasaison 1976/77 erreichte er mit seinem Team die Meisterschaft der Türkiye 3. Futbol Ligi und stieg in die zweithöchste türkische Spielklasse auf. Nach diesem Erfolg wechselte er innerhalb 3. Liga zum Hauptstadtverein Hacettepe GK. Nachdem dieser Verein aber zum Saisonende den Klassenerhalt verfehlt hatte und in die Amateurliga abgestiegen war, wechselte Vural innerhalb der Stadt und zum Zweitligaklub Ankara Demirspor. Hier spielte er eine Spielzeit und beendete anschließend zugunsten seines Sportstudiums seine Fußballspielerlaufbahn.
Mit seinem Studiumabschluss entschied Vural seine akademische Laufbahn im Ausland weiter fortzusetzen und zog 1980 nach Köln um hier die renommierte Deutsche Sporthochschule Köln zu besuchen. Während seines Studiums begann Vural als Amateurspieler in den örtlichen Ligen wieder Fußball zu spielen. So spielte er in den Jahren 1980 bis 1982 nacheinander für die Vereine Germania 08 Forchheim, TKV Forchheim und Ataspor eV 74 Köln-Porz. Anschließend begann er neben seinem Studium als Trainer zu arbeiten.

## Trainerkarriere
Vural trainierte 1986 kurzzeitig den Zweitligisten İzmirspor und begann mit dieser Tätigkeit seine Trainerkarriere in der Türkei. Anschließend übernahm er noch im gleichen Jahr den Erstligisten Malatyaspor. Obwohl er zahlreiche Mannschaften in der Türkei trainierte, gelang ihm der Schritt zu einem der drei großen Vereine der Türkei (Fenerbahçe Istanbul, Galatasaray Istanbul und Beşiktaş Istanbul) nicht. Er plante mit Fenerbahçe fünf Jahre in Folge Meister der höchsten türkischen Liga zu werden, wenn es ihm gelänge, diese Mannschaft zu trainieren. Er wurde von Fenerbahçe entgegen seinen Planungen nicht als Trainer engagiert.
Yilmaz Vural sorgte für Medienresonanz, nachdem er sich nach dem Rücktritt von Fatih Terim im Jahr 2009 erfolglos für das Amt des Trainers der Türkischen Fußballnationalmannschaft anbot.
Zum 10. Oktober 2012 übernahm er das Traineramt beim Erstligisten Sanica Boru Elazığspor und ersetzte den zurückgetretenen Bülent Uygun. Mit diesem von der Fachpresse bereits als abgestiegen betrachteten Verein, sammelte er die notwendigen Punkte und sicherte sich drei Wochen vor Saisonende den Klassenerhalt. Nach Saisonende konnte er sich mit dem Verein um eine weitergehende Zusammenarbeit nicht einigen. Von Vereinsseite wurde bekanntgegeben, dass Vural die Bedingung gestellt hätte die volle Kontrolle über die anstehenden Spielerzu- und verkäufe haben zu wollen.
Im März 2014 übernahm Vural den Zweitligisten Mersin İdman Yurdu und ersetzte den entlassenen Cheftrainer Hakan Kutlu. Mit diesem erreichte er das zwar das Play-off-Finale der Zweitligasaison 2013/14, jedoch trat er vor der Finalbegegnung von seinem Amt zurück. Die Mannschaft übernahm lediglich für die Finalbegegnung Vurals Vorgänger Hakan Kutlu und führte die Mannschaft mit einem 2:0-Sieg über Samsunspor zum Aufstieg in die Süper Lig.
Am 24. Dezember 2014 unterschrieb beim Zweitligisten Osmanlıspor FK. Nach fast drei Wochen trat Vural als Cheftrainer zurück.
Ende Februar 2015 übernahm Vural den nordtürkischen Erstligisten Kardemir Karabükspor und betreute damit den 25. Verein in der Türkei. Mit diesem Verein verfehlte er zum Saisonende den Klassenerhalt und erließ anschließend diesen Verein. Im Dezember 2015 übernahm Vural den Trainerposten bei Gençlerbirliği Ankara. Nach einem Spiel und sechs Tagen Amtszeit wurde er wieder entlassen, nachdem sein Team eine Auswärtsniederlage gegen den Tabellenletzten hinnehmen musste.
Im April 2016 wurde er beim Zweitligisten Adana Demirspor als neuer Cheftrainer verpflichtet. Mit diesem Verein verfehlte er zwar den direkten Aufstieg in die Süper Lig in der Ligaphase, qualifizierte sich aber für Play-off-Phase der Liga. In den Play-offs, in denen der letzte Aufsteiger per K.-o.-System bestimmt wurde, brachte er seine Mannschaft bis ins Finale. Hier unterlag sein Team Multigroup Alanyaspor nach Elfmeterschießen mit 4:2. Nach dem verfehlten Aufstieg, wurde sein Vertrag trotz Gültigkeit bis zum Sommer 2017 vorzeitig aufgelöst. Im März 2017 übernahm er den Zweitligisten Göztepe Izmir. Am 8. Februar 2018 wurde Vural als neuer Cheftrainer von Giresunspor vorgestellt.
Im November 2018 wurde er beim Zweitligisten Adana Demirspor als Cheftrainer eingestellt.

## Erfolge

### Als Spieler
Mit Tekirdağspor
- Meisterschaft der TFF 2. Lig und Aufstieg in die TFF 1. Lig: 1976/77

### Als Trainer
Mit Bursaspor
- Türkischer Pokalfinalist: 1991/92
- Premierminister-Pokalsieger: 1992

Mit Eskişehirspor
- Playoffsieger der TFF 1. Lig und Aufstieg in die Süper Lig: 1994/95

Mit Sarıyer SK
- Meister der TFF 1. Lig und Aufstieg in die Süper Lig: 1995/96

Mit Antalyaspor
- Vizemeister der TFF 1. Lig und Aufstieg in die Süper Lig: 2005/06

Mit Göztepe İzmir
- Playoffsieger der TFF 1. Lig und Aufstieg in die Süper Lig: 2016/17

## Trivia
- 1985 spielte Vural in einer Gastrolle in der türkischen Komödie Gurbetçi Şaban (dt.: Şaban de Gastarbeiter). Hierin spielt er einen wartenden türkischstämmigen Fahrgast im Kölner Hauptbahnhof bei dem sich der Hauptdarsteller, gespielt von Kemal Sunal nach dem Weg erkundet.[14]